# マイケル・キスク
マイケル・キスク（Michael Kiske、1968年1月24日 - ）は、ドイツ出身のロックミュージシャン、シンガーソングライター。
様々なグループに在籍した実績をもち、特にジャーマンメタル・バンド「ハロウィン」の活動で知られる。セッションの客演も数多く、ソロ・シンガーとしても活動している。身長181cm。
（ドイツ語読みではミヒャエル・キスケ。日本では英語読みのマイケル・キスクとして浸透している）

## 略歴

### ハロウィン
カイ・ハンセンにその力量を見込まれ、18歳でジャーマンメタル・バンド「ハロウィン」に加入し、アルバム『守護神伝 -第一章-』でデビューを果たす。ハロウィンを世界的なメタルバンドに押し上げ、ジャーマンメタルというジャンルの確立に貢献した。
カイ・ハンセンが1988年にハロウィンを脱退し、キスク自身も1993年に、メンバーとの音楽性の対立（この他にもギタリストのローランド・グラポウとの確執などいろいろな説がある。なお、グラポウとの確執についてはグラポウが後に「Mr.Ego」という曲で皮肉っている。しかし、後にグラポウが立ち上げたバンドであるマスタープランの「Heroes」にゲスト参加したことで事実上解消）から、バンドを脱退。丁度この頃、アイアン・メイデンからブルース・ディッキンソンが脱退したばかり（後に復帰）で、その後任としてキスクが加入するのではという噂もまことしやかに流れたが、キスク本人はメディア誌等のインタビューに対して「それはない」とキッパリ否定している。

### ハロウィン脱退後
自身の求める音楽性と合わないということから、メタルシーンを退き、1996年にソロ第1弾アルバム『インスタント・クラリティ』を発表。「The Calling」「New Horizons」といった楽曲にて、ハロウィン脱退以来久しく聴くことができなかった歌唱力を再確認した。「Always」は自殺したインゴ・シュヴィヒテンバーグに捧げられた楽曲で、ビデオクリップも作られている。ハロウィン時代よりもスタンダードに近い綺麗な歌モノのロックやバラードでまとめられている。カイ・ハンセン、エイドリアン・スミスがゲストとして参加。なお、キスクは前年に発表されたガンマ・レイのアルバム『ランド・オブ・ザ・フリー』にも参加することになった。このスタジオ録音の際に録った「Time To Break Free」のボーカルは、このアルバム内で最も素晴らしいボーカル・パフォーマンスとなり、カイ・ハンセンを含め、その場にいた全員が「彼が全曲歌った方が良いんじゃないか」と言ったというエピソードが残っている。カイ・ハンセン曰く「彼がまさにやろうとしていること（ソロとしてスタート）だからピッタリの楽曲だと思う」とのこと。
この頃のインタビューで「ハードロックも入っているが、このアルバムは今後のヴィジョンである」とインタビューで語っていた。そして、1999年に発表したセカンド・アルバム『R.T.S.』は、前述の言葉通り、前作のスタイルを自身の音楽スタイルで発展させてはいた。当時のインタビューでも「自分は元々（ハロウィン入りするよりもずっと以前から）典型的なヘヴィメタル人間ではない」とはっきり公言しており、クラシック・アルバムを出すことにも興味があるということすら示唆した(『R.T.S.』の「Easy」「Shadowfights」はオーケストラ・タッチのクラシック・ソングであった)。なお、窓辺で人の形をした何かがで佇んでいるジャケットや、敢えて全ての歌詞を載せなかった独特のインナーはこのアルバム・コンセプトによるもので、本人自身でデザインしたものである。

### アヴァンタジアへの参加
2001年、エドガイのトビアス・サメットから熱烈なアピールを受け、メタル・オペラ・プロジェクトであるアヴァンタジアのアルバム『ザ・メタル・オペラ』に（アーニー名義で）参加。役名はLugaid Vandroiy。その他のゲストには、カイ・ハンセン（ガンマ・レイ）、ロブ・ロック（インペリテリ）、ヘニユ・リヒター（ガンマ・レイ）、マーカス・グロスコフ（ハロウィン）、アンドレ・マトス（シャーマン）、ティモ・トルキ（元ストラトヴァリウス）、アレックス・ホルツワース（ラプソディー）、デヴィッド・ディフェイス（ヴァージン・スティール）、オリヴァー・ハートマン（元 アット・ヴァンス）、シャロン・デン・アデル、Ralf Zdiarstek（無名の新人）らが参加している。豪華ゲストが話題を呼び、高セールスを記録した。以降もエドガイのEP等にゲストで参加し、ボーカルを担当することになる。

### スーパレッド
2003年に「スーパレッド (SupaRed)」を結成。ソロからバンド・スタイルに変え、2作のソロを引き継いだ音楽性に、ロック色を強めたアルバム『スーパレッド』を同年に発表。基本的にソロ同様に曲は自身で制作している。しかし、セールスは前回以上に落ち込んだ。自身では「自分のやりたいことを追求するにはセールス面では覚悟しなければならない」と語っていた。2004年5月にはスーパレッドの公式ページにて事実上の「ハードロック・シーンからの引退」宣言を発表している。

### プラス・ヴァンドーム
2005年にフロンティアーズ・レコードの提案でピンク・クリーム69のメンバーと共に「プラス・ヴァンドーム (Place Vendome)」というプロジェクトを立ち上げ、同年にアルバム『プラス・ヴァンドーム』を発表した。マイケル自身のコメントでは、元々レコーディングした時は本当に「フォリナーやジャーニータイプ」のAORだったそうで、レコーディング後にフロンティアーズ・レコードのオーナーであり、プラス・ヴァンドームを始動させた本人でもあるセラフィノ・ペルジーノがヘヴィなギターをサウンドに乗せてミックスし、出来上がって来たものが本作だったとのこと。自身ではミックスには立ち会っていない。制作課程それ自体は、本人も非常に楽しめたそうで、「まあ、いいか」という程度にひとまず考え方を留めることにし、発表に至った。また、この頃に胃の手術を受けていたが、比較的すぐに回復している。
2009年、第2弾となるアルバム『ストリーツ・オブ・ファイア』が発表された。「Streets Of Fire」「A Scene In Replay」などの楽曲中では、当時はあまり聴くことのできなくなっていたハイトーンボイスを披露している。

### ソロ・アルバム『キスク』
2006年にはソロ名義でアルバム『キスク』を発表。彼はAORにも似た世界に入り、今も自分の音楽を追い求め続けている。本作のサウンドは、ヒーリング・サウンドを取り入れた様なポップス及びロックであり、これまでのソロ史上、最も穏やかで優しい音づくりとなった。「ヘヴィメタルを歌わなければいけないと言うファンには納得できないが、歌って欲しいと言う意見自体を否定するつもりはない」とも発言している。

### ユニソニック結成
プラス・ヴァンドームが縁となり、2009年に新バンド「ユニソニック」を結成。メンバーはプラス・ヴァンドームで共演したデニス・ワード (ベース)とコスタ・ツァフィリオ (ドラム)（共にピンク・クリーム69のメンバー）、そしてマンディ・メイヤーである。マンディ・メイヤーは、デニス・ワードがKROKUSのプロデュースを手掛けた縁から加入を持ちかけられた。そして2011年春、かつての盟友であるカイ・ハンセンの加入が発表された。同年10月にはカイ・ハンセンを加えた5人編成で「LOUD PARK11」に参加し、翌年6月にデビュー・アルバムを発売。同年9月に来日公演も行った。
そして、2014年7月、セカンド・アルバム『ライト・オヴ・ドーン』が発売され、同年9月に2年ぶりの来日公演を行った。

### Pumpkins United
2016年11月、キスクがカイ・ハンセンと共にハロウィンのメンバーとして復帰しワールド・ツアーを行うことが発表された。キスクにとっては約24年ぶりにハロウィンのメンバーとしてのツアーに参加することとなり、キスクは今回のバンドへの復帰について「2年くらい前に偶然（ハロウィンと）同じステージに立った時に久しぶりにバンド・メンバーと会話をしたらもうお互いにネガティヴな感情を抱いていないことがわかった」と述べており、その後も共通の友人であるカイ・ハンセンを介して話し合いを行い、またハロウィンがバンド結成から30周年を迎えたことなどもあったため今回の復帰へと至ったという。ワールドツアーは「Pumpkins United」という名称で、翌年秋からカイ・ハンセンと現ハロウィンのメンバーとの7人編成で行われ、2018年3月には「Pumpkins United」でのシングルもリリース。そして、来日公演も実現された。
当初、この復帰に関しては期間限定的なものであると思われていたがキスクは「今、バンドメンバーの仲がとても良好で、このままツアーだけで終わるのはもったいない」と思っている事や「一緒に活動する中で過去やヘヴィメタルに対する恐怖が完全に無くなった」事をツアー終了後のインタビューで語っており、後にカイと共にハロウィンのレコード制作に参加する事を発表する。　
そして2021年、4月の先行EP「Skyfall」を皮切りに6月にはハロウィンのメンバーとしてはおよそ28年ぶりにレコーディングに参加したアルバム「HELLOWEEN」をリリースした。

## 影響
影響を受けたシンガーはエルヴィス・プレスリー、ボノ、ジョン・ファーナム、ブルース・ディッキンソン、ジェフ・テイト、ロブ・ハルフォード、ロニー・ジェイムス・ディオなど。その他お気に入りのシンガーとしてはキーンのトム・チャップリンを挙げている。

## ディスコグラフィ

### ソロ・アルバム
- 『インスタント・クラリティ』 - Instant Clarity (1996年)
- 『R.T.S.』 - Readiness to Sacrifice (1999年)
- 『キスク』 - Kiske (2006年)
- 『パスト・イン・ディファレント・ウェイズ』 - Past in Different Ways (2008年)

### ハロウィン
- 『守護神伝 -第一章-』 - Keeper of the Seven Keys: Part I (1987年)
- 『守護神伝 -第二章-』 - Keeper of the Seven Keys: Part II (1988年)
- 『キーパーズ・ライブ』 - Live in the UK (1989年) ※ライブ
- 『ピンク・バブルズ・ゴー・エイプ』 - Pink Bubbles Go Ape (1991年)
- 『カメレオン』 - Chameleon (1993年)
- 『ユナイテッド・アライヴ・イン・マドリード』 - United Alive in Madrid (2019年) ※ライブ

### アヴァンタジア
- 『ザ・メタル・オペラ』 - The Metal Opera (2001年) ※日本盤はトビアス・サメット名義
- 『ザ・メタル・オペラ・パートII』 - The Metal Opera Part II (2002年)
- 『ザ・スケアクロウ』 - The Scarecrow (2008年)
- 『ザ・ウィキッド・シンフォニー』 - The Wicked Symphony (2010年)
- 『エンジェル・オヴ・バビロン』 - Angel of Babylon (2010年)
- 『ザ・ミステリー・オヴ・タイム』 - The Mystery of Time (2013年)
- 『ゴーストライツ』 - Ghostlights (2016年)
- 『ムーングロウ』 - Moonglow (2019年)

### スーパレッド
- 『スーパレッド』 - SupaRed (2003年)

### プラス・ヴァンドーム
- 『プラス・ヴァンドーム』 - Place Vendome (2005年)
- 『ストリーツ・オブ・ファイア』 - Streets of Fire (2009年)
- 『サンダー・イン・ザ・ディスタンス』 - Thunder in the Distance (2013年)
- 『クロース・トゥ・ザ・サン』 - Close to the Sun (2017年)

### キスク・サマーヴィル
- 『キスク・サマーヴィル』 - Kiske/Somerville (2010年)
- 『シティ・オブ・ヒーローズ』 - City of Heroes (2015年)

### ユニソニック
- 『ユニソニック』 - Unisonic (2012年)
- 『ライト・オヴ・ドーン』 - Light of Dawn (2014年)
- 『ライヴ・イン・ヴァッケン』 - Live in Wacken (2017年) ※ライブ

### 参加アルバム
- ガンマ・レイ : 『ランド・オブ・ザ・フリー』 - Land of the Free (1995年)
- ティモ・トルキ : 『ヒム・トゥ・ライフ』 - Hymn to Life (2002年)
- マスタープラン : 『マスタープラン』 - Masterplan (2003年)
- アイーナ : 『デイズ・オヴ・ライジング・ドゥーム』 - Days of Rising Doom (2003年)
- タリオン : 『アナザー・サン』 - Another Sun (2004年)
- トリビュジー : 『エクシキューション』 - Execution (2005年)
- エドガイ : 『スーパーヒーローズ』 - Superheroes (2005年) ※EP
- インディゴ・ダイング : 『インディゴ・ダイング』 - Indigo Dying (2007年)
- レヴォリューション・ルネッサンス : 『ニュー・エラ』 - New Era (2008年)
- トリック・オア・トリート : 『ティン・ソルジャーズ』 - Tin Soldiers (2009年)
- ガンマ・レイ : 『トゥ・ザ・メタル』 - To the Metal! (2010年)
- ガンマ・レイ : 『ライヴ - スケルトンズ&マジェスティーズ』 - Skeletons & Majesties Live (2012年) ※ライブ
- Tomorrow's Outlook : 34613 (2012年)
- ティモ・トルキズ・アヴァロン : 『ア・メタル・オペラ - ランド・オブ・ニュー・ホープ』 - The Land of New Hope (2013年)
- インフィニタ・シンフォニア : Infinita Symphonia (2013年)
- Starchild : Starchild (2014年)
- ウルフパック : Rise of the Animal (2015年)
- Aino Löwenmark : Human (2016年)
- Hansen & Friends : 『XXX - スリー・ディケイズ・イン・メタル』 - XXX (Three Decades In Metal) (2016年) ※日本盤はカイ・ハンセン名義
- Hansen & Friends : 『サンキュー・ヴァッケン - ライヴ・アット・ヴァッケン・オープン・エア2016』 - Thank You Wacken (2017年) ※ライブ。日本盤はカイ・ハンセン名義
- Marius Danielsen : Marius Danielsen's Legend Of Valley Doom Part 2 (2018年)